# Mistrzostwa Europy w Biegach Przełajowych 2001
8. Mistrzostwa Europy w Biegach Przełajowych – zawody lekkoatletyczne, które odbyły się w mieście Thun w Szwajcarii w roku 2001.

## Rezultaty

### Mężczyźni

#### Indywidualnie
| Medal  | Zawodnik                          | Rezultat  |
| Złoto  | Serhij Łebid · Ukraina            | 27'52 min |
| Srebro | Kamiel Maase · Holandia           | 28'05 min |
| Brąz   | Antonio David Jiménez · Hiszpania | 28'10 min |

#### Drużynowo
| Medal  | Zawodnik   | Rezultat |
| Złoto  | Hiszpania  | 40 pkt   |
| Srebro | Francja    | 50 pkt   |
| Brąz   | Portugalia | 72 pkt   |

### Juniorzy

#### Indywidualnie
| Medal  | Zawodnik                        | Rezultat  |
| Złoto  | Wasyl Matwijczuk · Ukraina      | 19'29 min |
| Srebro | Mohamed Farah · Wielka Brytania | 19'38 min |
| Brąz   | Stefano Scaini · Włochy         | 19'39 min |

#### Drużynowo
| Medal  | Zawodnik        | Rezultat |
| Złoto  | Wielka Brytania | 54 pkt   |
| Srebro | Portugalia      | 67 pkt   |
| Brąz   | Francja         | 68 pkt   |

### Kobiety

#### Indywidualnie
| Medal  | Zawodnik                 | Rezultat  |
| Złoto  | Yamna Belkacem · Francja | 15'48 min |
| Srebro | Olga Romanowa · Rosja    | 15'49 min |
| Brąz   | Justyna Bąk · Polska     | 15'51 min |

#### Drużynowo
| Medal  | Zawodnik        | Rezultat |
| Złoto  | Portugalia      | 41 pkt   |
| Srebro | Wielka Brytania | 49 pkt   |
| Brąz   | Francja         | 66 pkt   |

### Juniorki

#### Indywidualnie
| Medal  | Zawodnik                    | Rezultat  |
| Złoto  | Elvan Abeylegesse · Turcja  | 10'35 min |
| Srebro | Tatiana Czoulak · Rosja     | 10'53 min |
| Brąz   | Snežana Kostić · Jugosławia | 10'54 min |

#### Drużynowo
| Medal  | Zawodnik        | Rezultat |
| Złoto  | Rosja           | 35 pkt   |
| Srebro | Wielka Brytania | 54 pkt   |
| Brąz   | Turcja          | 79 pkt   |